# Lyngby-Taarbæk Mandolinorkester
Lyngby-Taarbæk Mandolinorkester (LTM – oprindeligt Lyngby-Taarbæk Skolernes Mandolinorkester, senere Lyngby-Taarbæk Ungdoms Mandolinorkester) blev dannet i 1958 som et led i den frivillige skolemusik i Lyngby-Taarbæk med Buur B. Rasmussen som dirigent. Han ledede orkestret, ind til han gik på pension i 1990.
Orkestret har fra starten så vidt muligt holdt sig til udelukkende at spille original (både gammel og ny) mandolinmusik, hvilket i Buurs tid især var musik fra Tyskland.
Igennem årene er det blevet til en hel del rejser rundt om i verden, lige som orkestret har indspillet to grammofonplader. Sideløbende med orkestret fik Buur også tid til bl.a. at stifte foreningen Danske StrengeOrkestre og være stærkt medvirkende til oprettelsen af EGMA (European Guitar and Mandolin Association) – begge foreninger eksisterer den dag i dag og arbejder for at fremme kendskabet til og interessen for mandolinmusik.
Derefter overtog Anthon Hansen orkestret fra 1990 til 2000, hvor han flyttede tilbage til Jylland, som han oprindelig kommer fra. I denne periode blev stilen ændret hen imod den oprindelige spillestil fra 1700-tallet, men stadig med hovedvægten på original mandolinmusik.
Orkestrets nuværende dirigent, Flemming Kejs, har været spillende medlem siden 1979 og har i den mellemliggende tid bl.a. modtaget undervisning i direktion – bl.a. ved Anthon Hansen i Landesmusik Akademie, Ottweiler, og senest under DAMU (Dansk AmatørMusik Union), der afholder direktionskurser med lærere som Jørgen Fuglebæk, Henrik Vagn Christensen og ikke mindst Frans Rasmussen.